# Adolf III Holsztyński
Adolf III Holsztyński (ur. 1160, zm. 3 stycznia 1225) – hrabia szauenburski i holsztyński, jedyny syn hrabiego Adolfa II z dynastii Schaumburgów.
Był założycielem osiedla handlowego i targowego na prawym brzegu Alster (obecnie centrum Hamburga), co dało, wraz z późniejszymi przywilejami, początek rozwojowi miasta Hamburg.
Władcą Holsztynu był w latach 1164–1203. Najpierw władzę sprawowała w jego imieniu matka Mechthild von Schwarzburg-Käfernburg jako jego prawna opiekunka.
Hrabia Adolf III był pierwotnie podporą Henryka Lwa, któremu towarzyszył w walkach przeciwko Filipowi I von Heinsbergowi, arcybiskupowi Kolonii. Walczył u boku Bernarda I von Ratzeburga i otrzymał decydujące prawa od Henryka Lwa na obszarze środkowej Wezery. Obszary te zostały włączone do hrabstwa Schaumburg wzmacniając tym pozycję Adolfa.
W 1180 odłączył się od Henryka, za co ten przegnał go z Holsztynu. Wtedy Adolf postanowił stanąć u boku Fryderyka I Barbarossy, który pomógł mu po upadku Henryka Lwa w 1181 odtworzyć jego panowanie w Holsztynie. Fryderyk I ograniczył jednak prawa Adolfa do Lubeki w 1188 na podstawie tzw. przywileju Barbarossy.
U boku Barbarossy brał udział w III wyprawie krzyżowej. W 1190 osiągnął Tyr, ale musiał opuścić wyprawę, żeby wrócić do domu broniąc ponownie swoich ziem przed Henrykiem Lwem, który wrócił z wygnania i zagarnął ziemie hrabstwa.
W 1203 został usunięty z Holsztynu przez króla Danii Waldemara II; hrabstwo odzyskał dopiero w 1225 jego syn Adolf IV.
Hrabia Adolf III był dwukrotnie żonaty; najpierw z Matyldą von Assel, która zmarła 25 grudnia 1185, a później z Matyldą von Querfurt.
Miał pięcioro dzieci:
- Adolfa IV
- Konrada
- Brunona ze Schauenburga, biskupa Ołomuńca
- Matyldę
- Małgorzatę